# Lidský hlas (opera)
Lidský hlas (ve francouzštině: La voix humaine) je jednoaktová monoopera pro jednu roli od Francise Poulenca na libreto, které vytvořil Jean Cocteau podle své stejnojmenné hry z roku 1930.

## Historie
Poprvé zazněla v Opéra-Comique, Salle Favart v Paříži 6. února 1959. Premiéru dirigoval Georges Prêtre a jedinou roli zpívala francouzská sopranistka Denise Duvalová.[zdroj?]
Mezi další zpěvačky, které roli nastudovaly, patří Karan Armstrong, Dame Josephine Barstow, Dame Gwyneth Jones, Catherine Malfitano, Audra McDonald, Julia Migenes, Maralin Niska, Jessye Norman, Magda Olivero, Renata Scotto, Anja Silja, Elisabeth Söderström, Phyllis Treigle a Galina Višněvskaja.[zdroj?]

## Děj
Mladá žena vede telefonický rozhovor s bývalým milencem. Ten ji opustil a nazítří se má ženit. Je to jejich poslední rozhovor. Během srdceryvné konverzace se dozvídáme, že opuštěná žena pomýšlí na sebevraždu. Jelikož tehdejší pařížský telefonní servis byl nechvalně známý svou poruchovostí, telefonní spojení se několikrát přeruší.